# Селиште (Габровская область)
Селиште (болг. Селище) — село в Болгарии. Находится в Габровской области, входит в общину Севлиево. Население составляет 127 человек.

## Политическая ситуация
Селиште подчиняется непосредственно общине и не имеет своего кмета.
Кмет (мэр) общины Севлиево — Йордан Георгиев Стойков (коалиция в составе 5 партий: Болгарская социал-демократия (БСД), Болгарская социалистическая партия (БСП), Движение за социальный гуманизм (ДСХ), Земледельческий союз Александра Стамболийского (ЗСАС), Политический клуб «Экогласность») по результатам выборов в правление общины.